# Soldagem por arco submerso

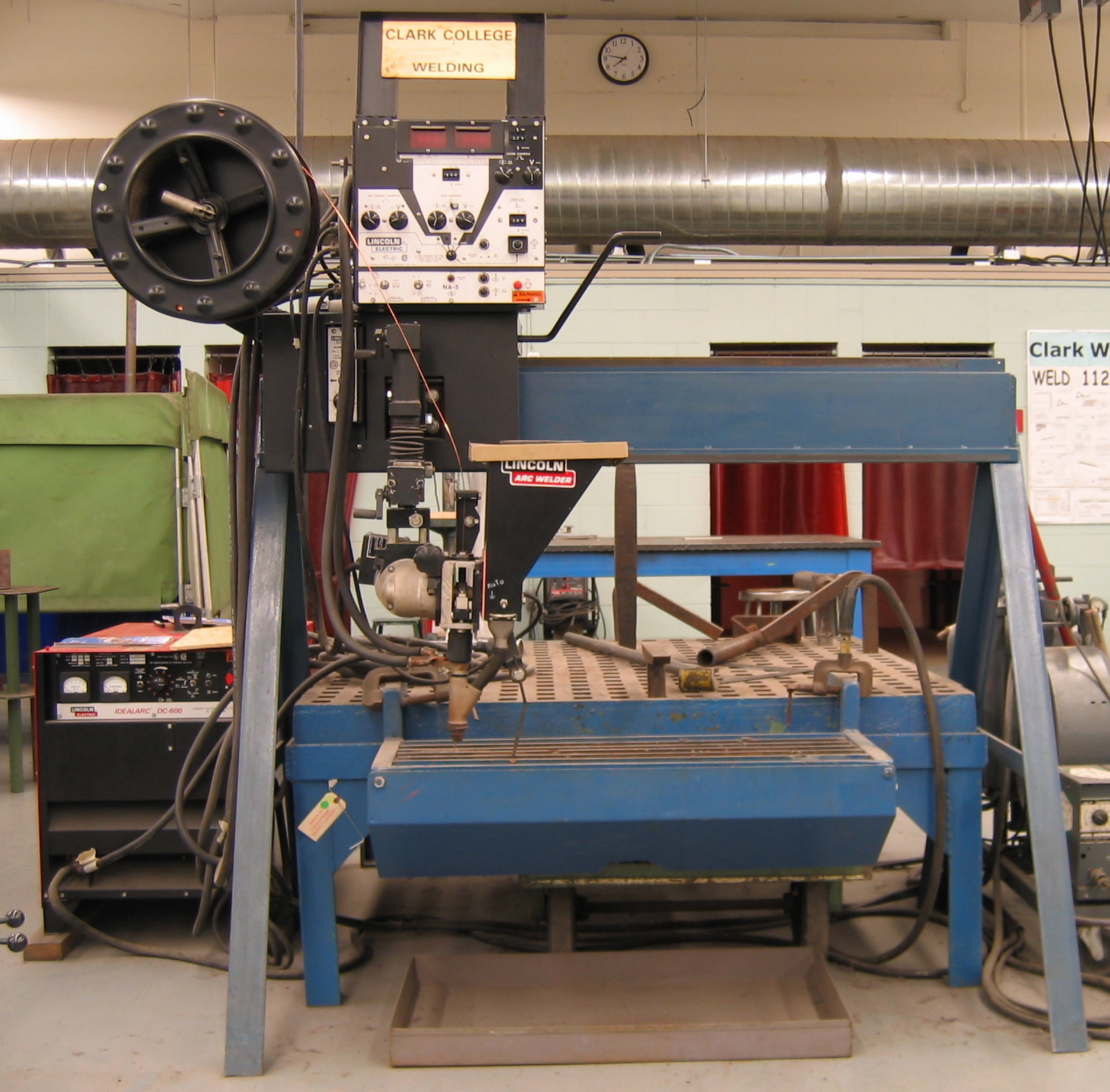
Equipamento de arco submerso utilizado para treinamento.

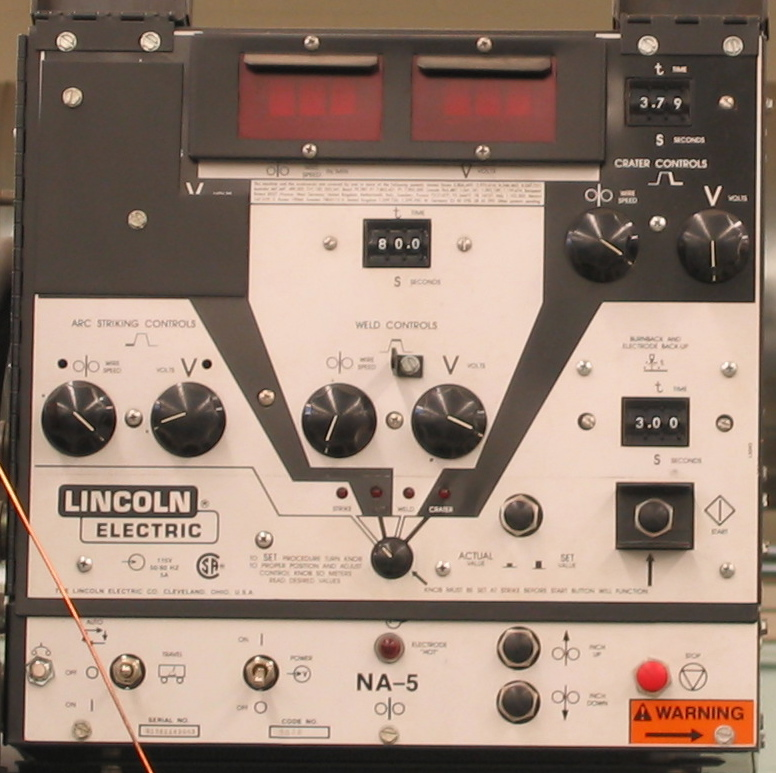
Painel de Controle da fonte de alimentação.

Soldagem por arco submerso (SAS) ou também conhecido em inglês como Submerged arc welding (SAW), é um método em que o calor necessário para fundir o metal é produzido por um arco elétrico criado entre a peça de trabalho e a ponta do arame de soldagem.
A ponta do arame de soldagem, o arco elétrico e a peça de trabalho são cobertos por uma camada de um material mineral granulado conhecido por fluxo para soldagem (daí o nome arco submerso), portanto não há arco visível pois fica escondido, nem faíscas, respingos ou fumos comuns em outros processos.
Parte do fluxo é fundida gerando uma capa protetora sobre a poça de fusão da solda. O restante não fundido é recolhido para a reutilização.
O consumível utilizado normalmente é o arame sólido, mas também são utilizados arames tubulares. A soldagem por Arco Submerso é geralmente realizada com equipamentos automáticos, embora existam pistolas de soldagem manuais para o processo. Para aumentar a produtividade, um arranjo com vários consumíveis pode ser introduzido. Devido à sua elevada taxa de deposição de metal, é um processo particularmente adequado para longas articulações retas de boa qualidade na posição horizontal. É amplamente utilizado na fabricação de vasos de pressão, em plantas químicas, em estruturas pesadas, soldagem de tubos, em reparação e na indústria de construção naval.
Duas razões fazem do arco submerso um processo de alto rendimento: Praticamente não ocorrem perdas do arame de soldagem e a automatização do processo que possibilita utilizar altas correntes sem grandes riscos para a segurança do operador.

## Características

### Eletrodo
O consumivel é normalmente um arame padrão com uma espessura de 1,6 a 6 milimetros (1/16 pol a 1/4 pol).

### Variantes do processo
- Corrente de soldagem: correntes até 2.000 A, CA ou CC, com um único arame.
- Tensão do Arco.
- Espessuras: soldagem monopasse até 16 mm de espessura e soldagem multipasse sem limite de espessura.
- Velocidade de soldagem: até 400 cm/min com um único arame. Maiores velocidades podem ser alcançadas com vários arames na mesma poça de fusão.
- Posição: a alta corrente de soldagem aliada ao alto porte térmico cria uma grande poça de fusão. Sob tais condições, as soldas devem ser mantidas na horizontal para evitar escorrer. Soldas com pequenas poças de fusão podem ser inclinadas por até 15° da horizontal sem grande dificuldade. Se o tamanho dos passes for limitado, soldas horizontais podem ser executadas em superfícies verticais, desde que seja providenciado um suporte adequado para o fluxo.

#### Outros Fatores
- Fluxo profundidade / largura
- Classificação, tipo de eletrodo e Fluxo
- Diametro do eletrodo
- Configuração de Multiplos eletrodos

### Equipamento
- Fonte de energia
- Eletrodo
- Alimentador do arame
- Fluxo
- Equipamento de proteção individual (EPI)

## Vantagens
- Elevada velocidade de soldagem;
- Maiores taxas de deposição;
- Boa integridade do metal de solda;
- Processo simples utilização;
- Melhor ambiente de trabalho e maior segurança para o operador.

## Limitações
- Limitado às posições de soldagem plana e horizontal em ângulo.
- Limitado a siderurgia (ferro ou aço inoxidável) e algumas ligas a base de níquel.
- Normalmente limitado a cordões de solda em linha ou aplicado em tubos.
- Requer relativo manuseio do sistema de fluxo para soldagem
- O fluxo, resíduos e escórias podem apresentar um problema para a saúde e segurança.
- É necessario remover os residuos e escória do cordão de solda.